# Sankt Martin am Silberberg
St. Martin am Silberberg ist eine Ortschaft in der Gemeinde Hüttenberg im Bezirk Sankt Veit an der Glan in Kärnten. Die Ortschaft hat 64 Einwohner (Stand 1. Jänner 2024).
Die Pfarrkirche St. Martin am Silberberg ist mit ihrem mächtigen quadratischen Turm talwärts vom Steirergraben aus sichtbar. Der dominante Kirchenbau ist von einem Friedhof und einer kleinen Mauer umgeben. Ansonsten ist das Ortsbild von Landwirtschaft und einigen Gasthöfen bestimmt. Historisch war der Bergbau, der Eisenerze, wie Hämatit und Siderit, und Edelmetalle, wie Gold und Silber, zutage förderte, von lokaler Bedeutung.

## Lage
Die Ortschaft liegt im Nordosten des Bezirks Sankt Veit an der Glan, im Norden der Gemeinde Hüttenberg. Sie umfasst alle Häuser auf dem Gebiet der Katastralgemeinde St. Martin am Silberberg.
In der Ortschaft werden viele Hofnamen geführt: An und in der Nähe der südlichen Zufahrt zum Dorf gehören die Höfe Wasserbauer (Nr. 3), Panjoser (Nr. 6), Wiml (Nr. 8), Grengg (Nr. 9) und Hansbauer (Nr. 11) zur Ortschaft St. Martin am Silberberg; unterhalb des Dorfs an der Görtschitztalstraße die Knappenkeusche (Nr. 59). Das kleine Dorf um die Pfarrkirche St. Martin am Silberberg wird unter anderem aus den Höfen Griengglkeusche (Nr. 13), Neuwirth (Nr. 14), Schuster (Binderkeusche, Nr. 16), Arztenkeusche (Nr. 19), Pichler (Nr. 20) und Schachenhube (Nr. 56) gebildet. Nordöstlich des Dorfs liegt am Silbergraben und den umliegenden Hängen eine Streusiedlung – hier wird auch der Siedlungsname Hinterberg verwendet –, zu der die Höfe Kreuzkeusche (Nr. 29), Reymüller (Nr. 37), Kochbauer (Nr. 38), Starchel (Nr. 41), Lindner (Nr. 45), Tauser (Nr. 48), Jagdhaus Gnos (Nr. 49), Rueppenbauer (Nr. 52), Dürrhübl (Wunsch, Nr. 58), Wiessenbauer (Nr. 63) und Wieland (Nr. 77) gehören. Nordwestlich des Dorfs befinden sich die Höfe Ofner (Nr. 24), Kothmeier (Nr. 26) und Schöller (Nr. 33). Ganz im Norden liegt unweit der Görtschitz Schloss Hörbach (Nr. 28), oberhalb davon die Ruinen der Burg Silberberg sowie des Meierhofs Silberberg, und abgelegen weiter oben am Berg die Windische Halt (Nr. 1) und Rustner (Nr. 31). Ganz im Nordosten zählen Wabnegger (Sankt Martiner Alm, Nr. 62) und die Sankt Martiner Hütte (Nr. 64) zur Ortschaft.

## Geschichte
Schon ab 1214 wird das Geschlecht der Silberberger erwähnt. Ihre Burg Silberberg war bis ins 18. Jahrhundert bewohnt. Die romanische Pfarrkirche St. Martin wird ab 1285 genannt. Das Schlösschen Hörbach ist erst ab dem 17. Jahrhundert nachweisbar.
In der Steuergemeinde St. Martin liegend, gehörte der Ort St. Martin am Silberberg in der ersten Hälfte des 19. Jahrhunderts zum Steuerbezirk Silberberg. Bei Gründung der Ortsgemeinden im Zuge der Reformen nach der Revolution 1848/49 wurde die Gemeinde St. Martin am Silberberg gegründet. Der Niedergang des Bergbaus in der Region und die Land- und Höhenflucht führten zu einem drastischen Bevölkerungsrückgang auch für den Ort St. Martin am Silberberg: Von 374 Einwohnern im Jahr 1890 sank die Bevölkerungszahl auf nur mehr 70 Einwohner im Jahr 2021. 1865 wurde die Gemeinde aufgelöst; der Ort kam an die Gemeinde Hüttenberg. Das wurde jedoch in den 1920er-Jahren rückgängig gemacht. Bei der Gemeindestrukturreform 1973 wurde die Gemeinde St. Martin am Silberberg endgültig aufgelöst; der Ort St. Martin am Silberberg gehört seither wieder zur Marktgemeinde Hüttenberg.

## Bevölkerungsentwicklung
Für die Ortschaft ermittelte man folgende Einwohnerzahlen:
- 1869: 64 Häuser, 374 Einwohner[2]
- 1880: 51 Häuser, 295 Einwohner[3]
- 1890: 50 Häuser, 314 Einwohner[4]
- 1900: 55 Häuser, 289 Einwohner[5]
- 1910: 56 Häuser, 284 Einwohner[6]
- 1923: 55 Häuser, 275 Einwohner[7]
- 1934: 287 Einwohner[8]
- 1961: 51 Häuser, 237 Einwohner[9]
- 2001: 58 Gebäude (davon 32 mit Hauptwohnsitz) mit 61 Wohnungen; 114 Einwohner und 12 Nebenwohnsitzfälle; 38 Haushalte; 5 Arbeitsstätten, 26 land- und forstwirtschaftliche Betriebe[10]
- 2011: 50 Gebäude, 84 Einwohner, 33 Haushalte, 6 Arbeitsstätten[11]
- 2021: 46 Gebäude, 71 Einwohner, 30 Haushalte, 15 Arbeitsstätten[12]

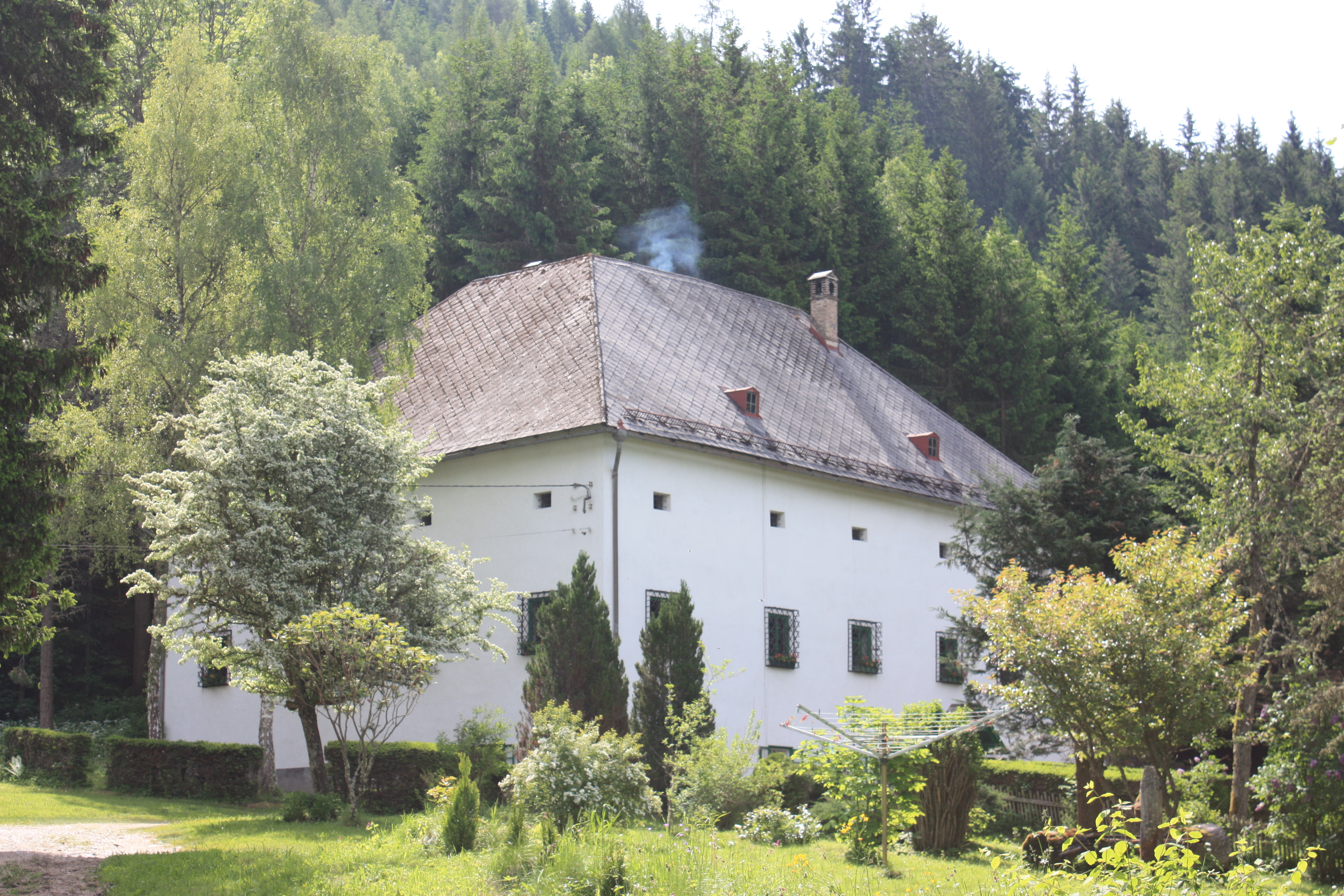
Schloss Hörbach
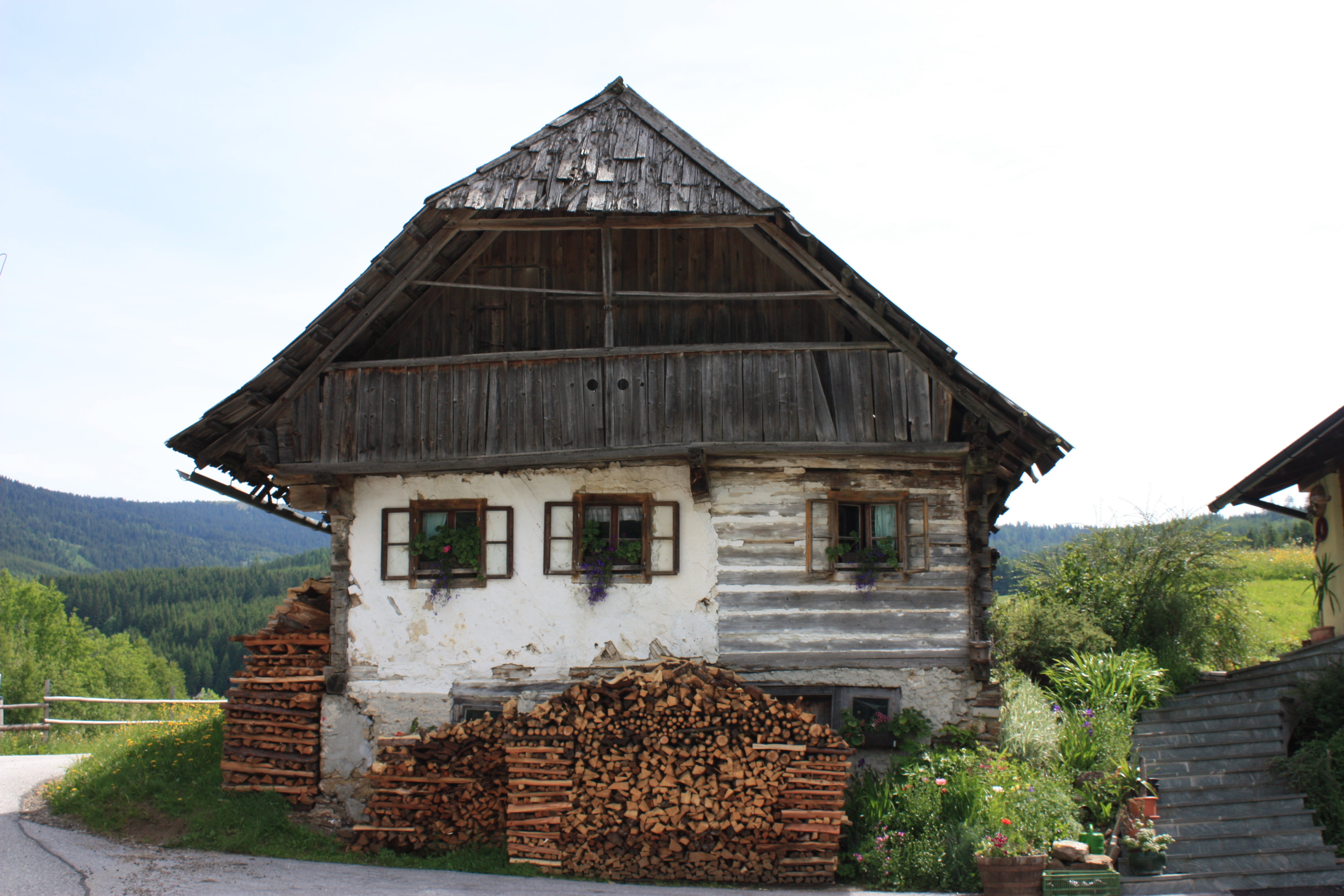
Altes Bauernhaus in St. Martin am Silberberg
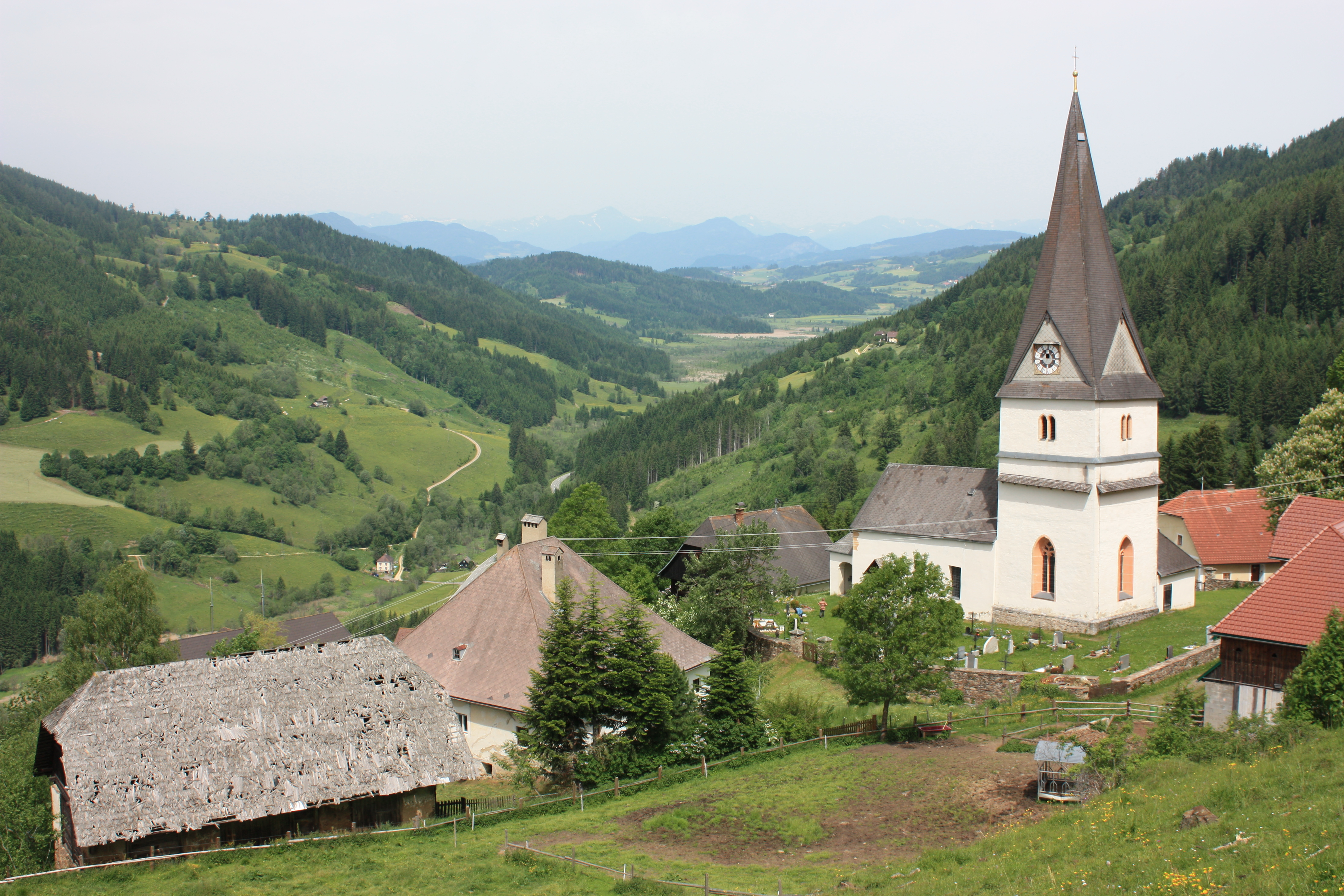
Blick über das Dorf ins Görtschitztal
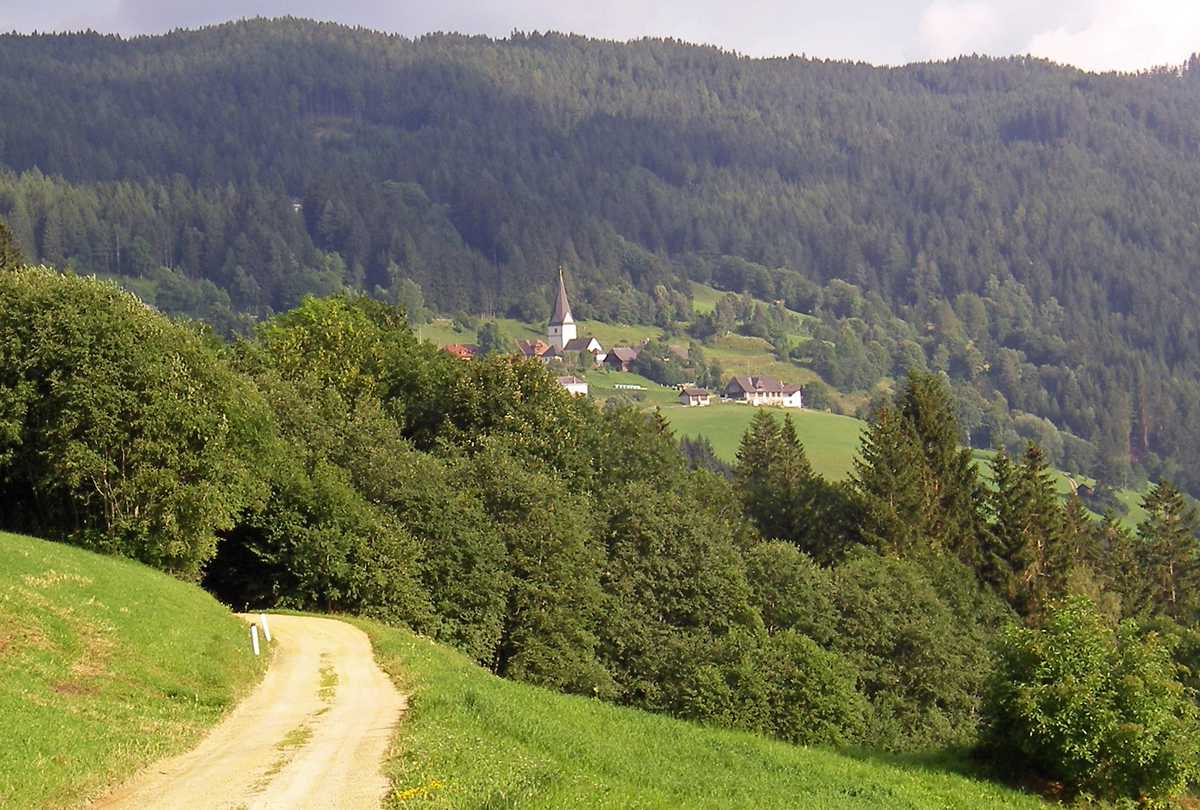
Zufahrt von Norden zum Dorf
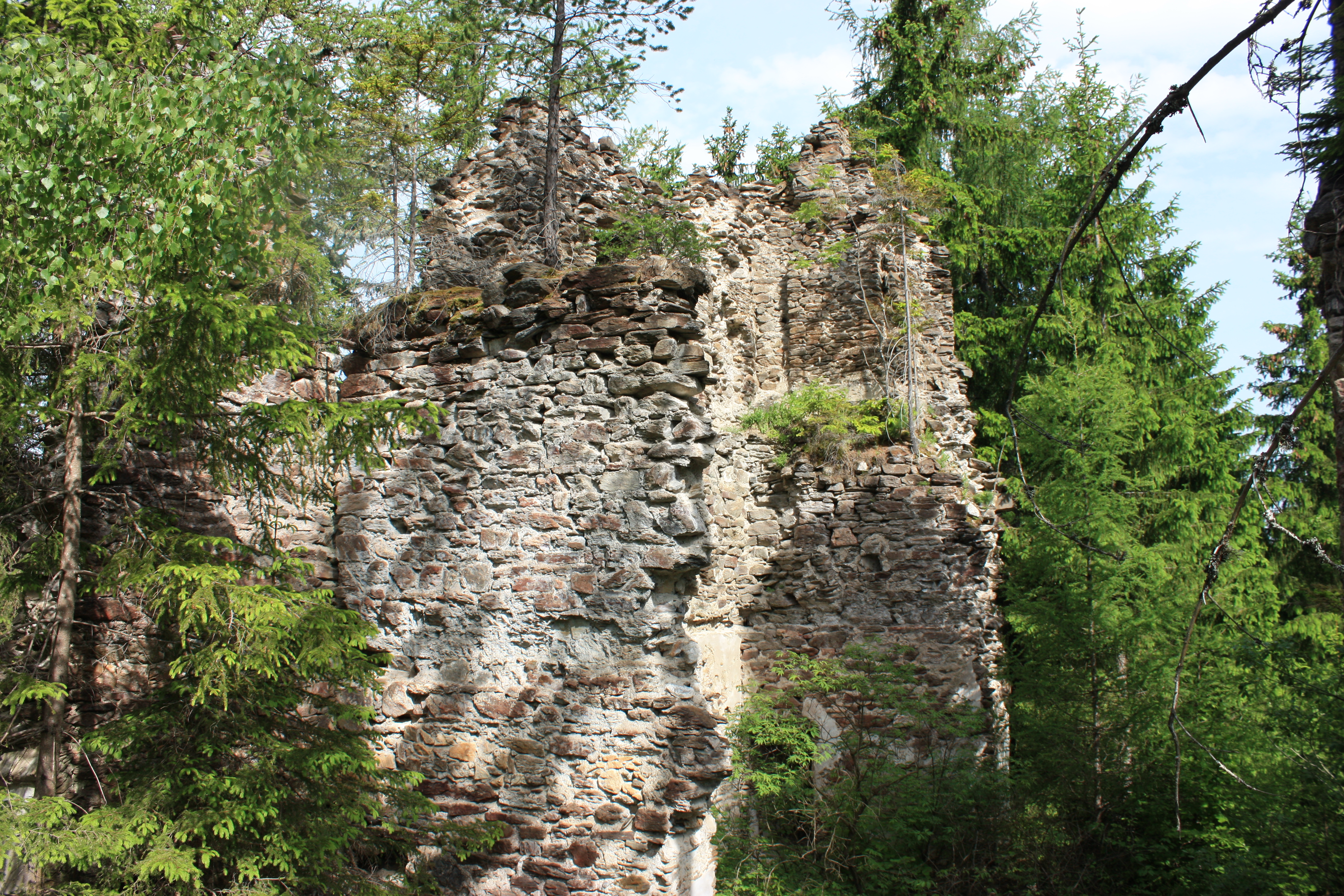
Burgruine Silberberg

## Persönlichkeiten
- Kilian Schauß (1909–1942), Bäcker und Holzarbeiter, Widerstandskämpfer, ermordet im Strafgefängnis Berlin-Plötzensee